# José Pekerman
José Néstor Pekerman (Villa Domínguez, 3 settembre 1949) è un allenatore di calcio ed ex calciatore argentino, di ruolo centrocampista.
È uno degli allenatori più vincenti a livello giovanile, avendo vinto, con la Under-20 argentina 3 Mondiali Under-20 (1995, 1997 e 2001) e 2 Sudamericani Under-20 (1997 e 1999).

## Caratteristiche Tecniche
Apprezzato per la bravura nell'esaltare le capacità tecniche dei giocatori e per la flessibilità tattica, Pekerman può utilizzare indifferentemente il 4-2-3-1 o il 4-3-3 a seconda delle caratteristiche dei centrocampisti e degli avversari. Propone un gioco vecchio stampo: grande solidità difensiva con un blocco squadra che si abbassa per chiudere gli spazi in modo da creare così veloci ripartenze dirette. Nella transizione offensiva è fondamentale il compito degli esterni che devono creare superiorità numerica e occasioni da rete, sfruttando molto il gioco sulle fasce, la punta invece è solitamente un attaccante anch'esso molto veloce e abile ad attaccare la profondità garantendo quindi ampiezza alla squadra. Dal punto di vista mentale invece risulta un gran motivatore che riesce a creare un ambiente coeso e unito all'interno della squadra, ciò ha portato alla risalita della nazionale colombiana nelle gerarchie del calcio mondiale, esaltando anche giocatori come Radamel Falcao, James Rodriguez e Juan Cuadrado.

## Carriera
Di origini ebraiche, fu un discreto calciatore in patria e in Colombia prima di ritirarsi dall'attività agonistica a soli 28 anni per un infortunio al ginocchio.
Dopo varie esperienze di successo nelle selezioni giovanili argentine, assunse l'incarico di commissario tecnico della Nazionale argentina il 15 settembre 2004, chiamato a sostituire Marcelo Bielsa. Qualificatosi per Germania 2006, decise di escludere nomi celebri dalla lista delle convocazioni (Javier Zanetti, Walter Samuel, Martín Demichelis, Andrés D'Alessandro, Juan Sebastián Verón). Eliminato ai quarti di finale dalla Germania, si dimise malgrado le resistenze dei vertici dell'AFA.
Dal maggio 2007 al 2008 ha allenato il Toluca, dove ha sostituito il connazionale Américo Gallego.
Il 6 gennaio 2012 viene ingaggiato dalla Nazionale colombiana con cui firma un contratto fino al 2014. Ad ottobre 2013 conquista la qualificazione al Mondiale 2014, competizione nella quale, superata la fase a gironi con 9 punti a punteggio pieno contro Giappone, Grecia e Costa D'Avorio e gli ottavi contro l'Uruguay, viene eliminato dal Brasile ai quarti, miglior risultato di sempre per i cafeteros nella competizione. L'anno seguente in Copa América viene eliminato ai quarti dall'Argentina ai rigori. Nel 2016 battendo gli USA si piazza 3º nella Copa América Centenario. Ai Mondiali 2018 viene eliminato agli ottavi di finale dall’Inghilterra e dopo il torneo lascia la Colombia.
Il 30 novembre 2021 viene annunciato come nuovo commissario tecnico del Venezuela. Guida la squadra per le ultime quattro giornate di qualificazione ai Mondiali 2022 mettendo insieme una vittoria e tre sconfitte concludendo all'ultimo posto. Lascia l’incarico l’8 marzo 2023 prima dell'inizio delle qualificazioni ai Mondiali 2026.

## Statistiche

### Allenatore

#### Nazionale argentina
| Squadra   | Naz                  | dal            | al             | Record | Record | Record | Record | Record | Record | Record | Record     |
| Squadra   | Naz                  | dal            | al             | G      | V      | N      | P      | GF     | GS     | DR     | % Vittorie |
| --------- | -------------------- | -------------- | -------------- | ------ | ------ | ------ | ------ | ------ | ------ | ------ | ---------- |
| Argentina | Argentina (bandiera) | 9 ottobre 2004 | 30 giugno 2006 | 27     | 14     | 7      | 6      | 50     | 32     | +18    | 51,85      |

#### Panchine da commissario tecnico della nazionale argentina
| Cronologia completa delle presenze e delle reti in nazionale ― Argentina | Cronologia completa delle presenze e delle reti in nazionale ― Argentina | Cronologia completa delle presenze e delle reti in nazionale ― Argentina | Cronologia completa delle presenze e delle reti in nazionale ― Argentina | Cronologia completa delle presenze e delle reti in nazionale ― Argentina | Cronologia completa delle presenze e delle reti in nazionale ― Argentina | Cronologia completa delle presenze e delle reti in nazionale ― Argentina   | Cronologia completa delle presenze e delle reti in nazionale ― Argentina |
| Data                                                                     | Città                                                                    | In casa                                                                  | Risultato                                                                | Ospiti                                                                   | Competizione                                                             | Reti                                                                       | Note                                                                     |
| ------------------------------------------------------------------------ | ------------------------------------------------------------------------ | ------------------------------------------------------------------------ | ------------------------------------------------------------------------ | ------------------------------------------------------------------------ | ------------------------------------------------------------------------ | -------------------------------------------------------------------------- | ------------------------------------------------------------------------ |
| 9-10-2004                                                                | Buenos Aires                                                             | Argentina                                                                | 4 – 2                                                                    | Uruguay                                                                  | Qual. Mondiali 2006                                                      | Lucho González 2 Luciano Figueroa Javier Zanetti                           | Cap: J.Sorin                                                             |
| 13-10-2004                                                               | Santiago del Cile                                                        | Cile                                                                     | 0 – 0                                                                    | Argentina                                                                | Qual. Mondiali 2006                                                      | -                                                                          | Cap: J.Sorin                                                             |
| 17-11-2004                                                               | Buenos Aires                                                             | Argentina                                                                | 3 – 2                                                                    | Venezuela                                                                | Qual. Mondiali 2006                                                      | autorete Juan Roman Riquelme Javier Saviola                                | Cap: J.Sorin                                                             |
| 9-2-2005                                                                 | Düsseldorf                                                               | Germania                                                                 | 2 – 2                                                                    | Argentina                                                                | Amichevole                                                               | 2 Hernan Crespo                                                            | Cap: J.Sorin                                                             |
| 9-3-2005                                                                 | Los Angeles                                                              | Messico                                                                  | 1 – 1                                                                    | Argentina                                                                | Amichevole                                                               | Rolando Zarate                                                             |                                                                          |
| 26-3-2005                                                                | La Paz                                                                   | Bolivia                                                                  | 1 – 2                                                                    | Argentina                                                                | Qual. Mondiali 2006                                                      | Luciano Figueroa Luciano Galletti                                          | Cap: R.Abbondanzieri                                                     |
| 30-3-2005                                                                | Buenos Aires                                                             | Argentina                                                                | 1 – 0                                                                    | Colombia                                                                 | Qual. Mondiali 2006                                                      | Hernan Crespo                                                              | Cap: J.Sorin                                                             |
| 4-6-2005                                                                 | Quito                                                                    | Ecuador                                                                  | 2 – 0                                                                    | Argentina                                                                | Qual. Mondiali 2006                                                      | -                                                                          | Cap: J.Zanetti                                                           |
| 8-6-2005                                                                 | Buenos Aires                                                             | Argentina                                                                | 3 – 1                                                                    | Brasile                                                                  | Qual. Mondiali 2006                                                      | 2 Hernan Crespo Juan Roman Riquelme                                        | Cap: J.Sorin                                                             |
| 15-6-2005                                                                | Colonia                                                                  | Argentina                                                                | 2 – 1                                                                    | Tunisia                                                                  | FIFA Confederations Cup 2005                                             | Juan Roman Riquelme (rig.) Javier Saviola                                  | Cap: J.Sorin                                                             |
| 18-6-2005                                                                | Norimberga                                                               | Australia                                                                | 2 – 4                                                                    | Argentina                                                                | FIFA Confederations Cup 2005                                             | 3 Luciano Figueroa Juan Roman Riquelme (rig.)                              | Cap: J.Sorin                                                             |
| 21-6-2005                                                                | Norimberga                                                               | Germania                                                                 | 2 – 2                                                                    | Argentina                                                                | FIFA Confederations Cup 2005                                             | Juan Roman Riquelme Esteban Cambiasso                                      | Cap: J.Sorin                                                             |
| 26-6-2005                                                                | Hannover                                                                 | Messico                                                                  | 1 – 1 dts (5 - 6 dtr)                                                    | Argentina                                                                | FIFA Confederations Cup 2005                                             | Luciano Figueroa                                                           | Cap: J.Sorin                                                             |
| 29-6-2005                                                                | Francoforte sul Meno                                                     | Brasile                                                                  | 4 – 1                                                                    | Argentina                                                                | FIFA Confederations Cup 2005                                             | Pablo Aimar                                                                | Cap: J.Sorin                                                             |
| 17-8-2005                                                                | Budapest                                                                 | Ungheria                                                                 | 1 – 2                                                                    | Argentina                                                                | Amichevole                                                               | Maxi Rodriguez Gabriel Heinze                                              | Cap: J.Sorin                                                             |
| 3-9-2005                                                                 | Asunción                                                                 | Paraguay                                                                 | 1 – 0                                                                    | Argentina                                                                | Qual. Mondiali 2006                                                      | -                                                                          | Cap: J.Sorin                                                             |
| 9-10-2005                                                                | Buenos Aires                                                             | Argentina                                                                | 2 – 0                                                                    | Perù                                                                     | Qual. Mondiali 2006                                                      | Juan Roman Riquelme (rig.) autorete                                        | Cap: J.Sorin                                                             |
| 12-10-2005                                                               | Montevideo                                                               | Uruguay                                                                  | 1 – 0                                                                    | Argentina                                                                | Qual. Mondiali 2006                                                      | -                                                                          | Cap: J.Sorin                                                             |
| 12-11-2005                                                               | Ginevra                                                                  | Argentina                                                                | 2 – 3                                                                    | Inghilterra                                                              | Amichevole                                                               | Hernan Crespo Walter Samuel                                                | Cap: J.Sorin                                                             |
| 16-11-2005                                                               | Doha                                                                     | Qatar                                                                    | 0 – 3                                                                    | Argentina                                                                | Amichevole                                                               | Juan Roman Riquelme Julio Cruz Roberto Ayala                               | Cap: J.Sorin                                                             |
| 1-3-2006                                                                 | Basilea                                                                  | Croazia                                                                  | 3 – 2                                                                    | Argentina                                                                | Amichevole                                                               | Carlos Tevez Lionel Messi                                                  | Cap: H.Crespo                                                            |
| 30-5-2006                                                                | Salerno                                                                  | Argentina                                                                | 2 – 0                                                                    | Angola                                                                   | Amichevole                                                               | Maxi Rodriguez Juan Pablo Sorin                                            | Cap: J.Sorin                                                             |
| 10-6-2006                                                                | Amburgo                                                                  | Argentina                                                                | 2 – 1                                                                    | Costa d'Avorio                                                           | Mondiali 2006 - Fase a gironi                                            | Hernan Crespo Javier Saviola                                               | Cap: J.Sorin                                                             |
| 16-6-2006                                                                | Gelsenkirchen                                                            | Argentina                                                                | 6 – 0                                                                    | Serbia e Montenegro                                                      | Mondiali 2006 - Fase a gironi                                            | 2 Maxi Rodriguez Esteban Cambiasso Hernan Crespo Carlos Tevez Lionel Messi | Cap: J.Sorin                                                             |
| 21-6-2006                                                                | Francoforte sul Meno                                                     | Paesi Bassi                                                              | 0 – 0                                                                    | Argentina                                                                | Mondiali 2006 - Fase a gironi                                            | -                                                                          | Cap: R.Ayala                                                             |
| 24-6-2006                                                                | Lipsia                                                                   | Argentina                                                                | 2 – 1                                                                    | Messico                                                                  | Mondiali 2006 - Ottavi di finale                                         | Hernan Crespo Maxi Rodriguez                                               | Cap: J.Sorin                                                             |
| 30-6-2006                                                                | Berlino                                                                  | Germania                                                                 | 1 – 1 dts (4 – 2 dtr)                                                    | Argentina                                                                | Mondiali 2006 - Quarti di finale                                         | Roberto Ayala                                                              | Cap: J.Sorin                                                             |
| Totale                                                                   |                                                                          | Presenze                                                                 | 27                                                                       |                                                                          | Reti                                                                     | 58                                                                         |                                                                          |

#### Nazionale colombiana
| Squadra  | Naz                 | dal              | al            | Record | Record | Record | Record | Record | Record | Record | Record     |
| Squadra  | Naz                 | dal              | al            | G      | V      | N      | P      | GF     | GS     | DR     | % Vittorie |
| -------- | ------------------- | ---------------- | ------------- | ------ | ------ | ------ | ------ | ------ | ------ | ------ | ---------- |
| Colombia | Colombia (bandiera) | 29 febbraio 2012 | 3 luglio 2018 | 78     | 41     | 20     | 17     | 124    | 60     | +64    | 52,56      |

#### Panchine da commissario tecnico della nazionale colombiana
| Cronologia completa delle presenze e delle reti in nazionale ― Colombia | Cronologia completa delle presenze e delle reti in nazionale ― Colombia | Cronologia completa delle presenze e delle reti in nazionale ― Colombia | Cronologia completa delle presenze e delle reti in nazionale ― Colombia | Cronologia completa delle presenze e delle reti in nazionale ― Colombia | Cronologia completa delle presenze e delle reti in nazionale ― Colombia | Cronologia completa delle presenze e delle reti in nazionale ― Colombia     | Cronologia completa delle presenze e delle reti in nazionale ― Colombia |
| Data                                                                    | Città                                                                   | In casa                                                                 | Risultato                                                               | Ospiti                                                                  | Competizione                                                            | Reti                                                                        | Note                                                                    |
| ----------------------------------------------------------------------- | ----------------------------------------------------------------------- | ----------------------------------------------------------------------- | ----------------------------------------------------------------------- | ----------------------------------------------------------------------- | ----------------------------------------------------------------------- | --------------------------------------------------------------------------- | ----------------------------------------------------------------------- |
| 29-2-2012                                                               | Miami                                                                   | Colombia                                                                | 2 – 0                                                                   | Messico                                                                 | Amichevole                                                              | Radamel Falcao Juan Cuadrado                                                | Cap: L.Perea                                                            |
| 3-6-2012                                                                | Lima                                                                    | Perù                                                                    | 0 – 1                                                                   | Colombia                                                                | Qual. Mondiali 2014                                                     | James Rodriguez                                                             | Cap: M.Yepes                                                            |
| 10-6-2012                                                               | Quito                                                                   | Ecuador                                                                 | 1 – 0                                                                   | Colombia                                                                | Qual. Mondiali 2014                                                     | -                                                                           | Cap: M.Yepes                                                            |
| 7-9-2012                                                                | Barranquilla                                                            | Colombia                                                                | 4 – 0                                                                   | Uruguay                                                                 | Qual. Mondiali 2014                                                     | Radamel Falcao 2 Teofilo Gutierrez Juan Zuniga                              | Cap: L.Perea                                                            |
| 11-9-2012                                                               | Santiago del Cile                                                       | Cile                                                                    | 1 – 3                                                                   | Colombia                                                                | Qual. Mondiali 2014                                                     | James Rodriguez Radamel Falcao Teofilo Gutierrez                            | Cap: M.Yepes                                                            |
| 12-10-2012                                                              | Barranquilla                                                            | Colombia                                                                | 2 – 0                                                                   | Paraguay                                                                | Qual. Mondiali 2014                                                     | 2 Radamel Falcao                                                            | Cap: M.Yepes                                                            |
| 16-10-2012                                                              | Barranquilla                                                            | Colombia                                                                | 3 – 0                                                                   | Camerun                                                                 | Amichevole                                                              | Jackson Martinez Carlos Bacca Dorlan Pabon                                  |                                                                         |
| 14-11-2012                                                              | New Jersey                                                              | Brasile                                                                 | 1 – 1                                                                   | Colombia                                                                | Amichevole                                                              | Juan Cuadrado                                                               | Cap: M.Yepes                                                            |
| 6-2-2013                                                                | Miami                                                                   | Colombia                                                                | 4 – 1                                                                   | Guatemala                                                               | Amichevole                                                              | 2 Jackson Martinez Abel Aguilar Luis Muriel                                 | Cap: L.Perea                                                            |
| 22-3-2013                                                               | Barranquilla                                                            | Colombia                                                                | 5 – 0                                                                   | Bolivia                                                                 | Qual. Mondiali 2014                                                     | Macnelly Torres Carlos Valdés Teofilo Gutierrez Radamel Falcao Pablo Armero | Cap: M.Yepes                                                            |
| 26-3-2013                                                               | Puerto Ordaz                                                            | Venezuela                                                               | 1 – 0                                                                   | Colombia                                                                | Qual. Mondiali 2014                                                     | -                                                                           | Cap: L.Perea                                                            |
| 7-6-2013                                                                | Buenos Aires                                                            | Argentina                                                               | 0 – 0                                                                   | Colombia                                                                | Qual. Mondiali 2014                                                     | -                                                                           | Cap: M.Yepes                                                            |
| 11-6-2013                                                               | Barranquilla                                                            | Colombia                                                                | 2 – 0                                                                   | Perù                                                                    | Qual. Mondiali 2014                                                     | Radamel Falcao (rig.) Teofilo Gutierrez                                     | Cap: M.Yepes                                                            |
| 14-8-2013                                                               | Barcellona                                                              | Serbia                                                                  | 0 – 1                                                                   | Colombia                                                                | Amichevole                                                              | Fredy Guarin                                                                |                                                                         |
| 6-9-2013                                                                | Barranquilla                                                            | Colombia                                                                | 1 – 0                                                                   | Ecuador                                                                 | Qual. Mondiali 2014                                                     | James Rodriguez                                                             | Cap: M.Yepes                                                            |
| 10-6-2013                                                               | Montevideo                                                              | Uruguay                                                                 | 2 – 0                                                                   | Colombia                                                                | Qual. Mondiali 2014                                                     | -                                                                           | Cap: M.Yepes                                                            |
| 11-10-2013                                                              | Barranquilla                                                            | Colombia                                                                | 3 – 3                                                                   | Cile                                                                    | Qual. Mondiali 2014                                                     | Teofilo Gutierrez 2 Radamel Falcao 2 (rig.)                                 | Cap: M.Yepes                                                            |
| 15-10-2013                                                              | Asunción                                                                | Paraguay                                                                | 1 – 2                                                                   | Colombia                                                                | Qual. Mondiali 2014                                                     | 2 Mario Yepes                                                               | Cap: M.Yepes                                                            |
| 14-11-2013                                                              | Bruxelles                                                               | Belgio                                                                  | 0 – 2                                                                   | Colombia                                                                | Amichevole                                                              | Radamel Falcao Victor Ibarbo                                                | Cap: R.Falcao                                                           |
| 19-11-2013                                                              | Amsterdam                                                               | Paesi Bassi                                                             | 0 – 0                                                                   | Colombia                                                                | Amichevole                                                              | -                                                                           | Cap: R.Falcao                                                           |
| 5-3-2014                                                                | Barcellona                                                              | Colombia                                                                | 1 – 1                                                                   | Tunisia                                                                 | Amichevole                                                              | James Rodriguez                                                             | Cap: M.Yepes                                                            |
| 31-3-2014                                                               | Buenos Aires                                                            | Colombia                                                                | 2 – 2                                                                   | Senegal                                                                 | Amichevole                                                              | Teofilo Gutierrez Carlos Bacca                                              | Cap: M.Yepes                                                            |
| 6-6-2014                                                                | Buenos Aires                                                            | Giordania                                                               | 0 – 3                                                                   | Colombia                                                                | Amichevole                                                              | James Rodriguez (rig.) Juan Cuadrado (rig.) Fredy Guarin                    | Cap: M.Yepes                                                            |
| 14-6-2014                                                               | Belo Horizonte                                                          | Colombia                                                                | 3 – 0                                                                   | Grecia                                                                  | Mondiali 2014 - 1º turno                                                | Pablo Armero Teofilo Gutierrez James Rodriguez                              | Cap: M.Yepes                                                            |
| 19-6-2014                                                               | Brasilia                                                                | Colombia                                                                | 2 – 1                                                                   | Costa d'Avorio                                                          | Mondiali 2014 - 1º turno                                                | James Rodriguez Juan Fernando Quintero                                      | Cap: M.Yepes                                                            |
| 24-6-2014                                                               | Cuiabá                                                                  | Giappone                                                                | 1 – 4                                                                   | Colombia                                                                | Mondiali 2014 - 1º turno                                                | Juan Cuadrado (rig.) 2 Jackson Martinez James Rodriguez                     | Cap: D.Ospina                                                           |
| 28-6-2014                                                               | Rio de Janeiro                                                          | Colombia                                                                | 2 – 0                                                                   | Uruguay                                                                 | Mondiali 2014 - Ottavi di finale                                        | 2 James Rodriguez                                                           | Cap: M.Yepes                                                            |
| 4-7-2014                                                                | Fortaleza                                                               | Brasile                                                                 | 2 – 1                                                                   | Colombia                                                                | Mondiali 2014 - Quarti di finale                                        | James Rodriguez (rig.)                                                      | Cap: M.Yepes                                                            |
| 5-9-2014                                                                | Miami                                                                   | Colombia                                                                | 0 – 1                                                                   | Brasile                                                                 | Amichevole                                                              | -                                                                           | Cap: D.Ospina                                                           |
| 10-10-2014                                                              | New Jersey                                                              | Colombia                                                                | 3 – 0                                                                   | El Salvador                                                             | Amichevole                                                              | Radamel Falcao 2 Carlos Bacca                                               | Cap: R.Falcao                                                           |
| 14-10-2014                                                              | New Jersey                                                              | Canada                                                                  | 0 – 1                                                                   | Colombia                                                                | Amichevole                                                              | James Rodriguez                                                             | Cap: R.Falcao                                                           |
| 14-11-2014                                                              | Londra                                                                  | Colombia                                                                | 2 – 1                                                                   | Stati Uniti                                                             | Amichevole                                                              | Carlos Bacca Teofilo Gutierrez                                              | Cap: J.Rodriguez                                                        |
| 18-11-2014                                                              | Lubiana                                                                 | Slovenia                                                                | 0 – 1                                                                   | Colombia                                                                | Amichevole                                                              | Adrián Ramos                                                                | Cap: J.Rodriguez                                                        |
| 26-3-2015                                                               | Doha                                                                    | Bahrein                                                                 | 0 – 6                                                                   | Colombia                                                                | Amichevole                                                              | Carlos Bacca 2 Radamel Falcao Adrián Ramos Johan Mojica Andrés Rentería     | Cap: R.Falcao                                                           |
| 30-3-2015                                                               | Abu Dhabi                                                               | Kuwait                                                                  | 1 – 3                                                                   | Colombia                                                                | Amichevole                                                              | Abel Aguilar Edwin Cardona Radamel Falcao                                   | Cap: R.Falcao                                                           |
| 6-6-2015                                                                | Buenos Aires                                                            | Colombia                                                                | 1 – 0                                                                   | Costa Rica                                                              | Amichevole                                                              | Radamel Falcao                                                              | Cap: R.Falcao                                                           |
| 14-6-2015                                                               | Rancagua                                                                | Colombia                                                                | 0 – 1                                                                   | Venezuela                                                               | Coppa America 2015 - 1º turno                                           | -                                                                           | Cap: R.Falcao                                                           |
| 17-6-2015                                                               | Santiago del Cile                                                       | Brasile                                                                 | 0 – 1                                                                   | Colombia                                                                | Coppa America 2015 - 1º turno                                           | Jeison Murillo                                                              | Cap: R.Falcao                                                           |
| 21-6-2015                                                               | Temuco                                                                  | Colombia                                                                | 0 – 0                                                                   | Perù                                                                    | Coppa America 2015 - 1º turno                                           | -                                                                           | Cap: R.Falcao                                                           |
| 26-6-2015                                                               | Viña del Mar                                                            | Argentina                                                               | 0 – 0 (5 – 4 dtr)                                                       | Colombia                                                                | Coppa America 2015 - Quarti di finale                                   | -                                                                           | Cap: J.Rodriguez                                                        |
| 8-9-2015                                                                | New Jersey                                                              | Perù                                                                    | 1 – 1                                                                   | Colombia                                                                | Amichevole                                                              | Carlos Bacca                                                                | Cap: J.Rodriguez                                                        |
| 8-10-2015                                                               | Barranquilla                                                            | Colombia                                                                | 2 – 0                                                                   | Perù                                                                    | Qual. Mondiali 2018                                                     | Teofilo Gutierrez Edwin Cardona                                             | Cap: F.Guarin                                                           |
| 13-10-2015                                                              | Montevideo                                                              | Uruguay                                                                 | 3 – 0                                                                   | Colombia                                                                | Qual. Mondiali 2018                                                     | -                                                                           | Cap: F.Guarin                                                           |
| 13-11-2015                                                              | Santiago del Cile                                                       | Cile                                                                    | 1 – 1                                                                   | Colombia                                                                | Qual. Mondiali 2018                                                     | James Rodriguez                                                             | Cap: J.Rodriguez                                                        |
| 17-11-2015                                                              | Barranquilla                                                            | Colombia                                                                | 0 – 1                                                                   | Argentina                                                               | Qual. Mondiali 2018                                                     | -                                                                           | Cap: J.Rodriguez                                                        |
| 24-3-2016                                                               | La Paz                                                                  | Bolivia                                                                 | 2 – 3                                                                   | Colombia                                                                | Qual. Mondiali 2018                                                     | James Rodriguez Carlos Bacca Edwin Cardona                                  | Cap: J.Rodriguez                                                        |
| 29-3-2016                                                               | Barranquilla                                                            | Colombia                                                                | 3 – 1                                                                   | Ecuador                                                                 | Qual. Mondiali 2018                                                     | 2 Carlos Bacca Seba Perez                                                   | Cap: J.Rodriguez                                                        |
| 29-5-2016                                                               | Miami                                                                   | Colombia                                                                | 3 – 1                                                                   | Haiti                                                                   | Amichevole                                                              | Dayro Moreno Juan Cuadrado Roger Martinez                                   | Cap: D.Ospina                                                           |
| 3-6-2016                                                                | Santa Clara                                                             | Stati Uniti                                                             | 0 – 2                                                                   | Colombia                                                                | Coppa America Centenario - 1º turno                                     | Cristian Zapata James Rodriguez (rig.)                                      | Cap: J.Rodriguez                                                        |
| 7-6-2016                                                                | Pasadena                                                                | Colombia                                                                | 2 – 1                                                                   | Paraguay                                                                | Coppa America Centenario - 1º turno                                     | Carlos Bacca James Rodriguez                                                | Cap: J.Rodriguez                                                        |
| 11-6-2016                                                               | Houston                                                                 | Colombia                                                                | 2 – 3                                                                   | Costa Rica                                                              | Coppa America Centenario - 1º turno                                     | Frank Fabra Marlos Moreno                                                   | Cap: Carlos Sanchez                                                     |
| 17-6-2015                                                               | East Rutherford                                                         | Perù                                                                    | 0 – 0 (2 – 4 dtr)                                                       | Colombia                                                                | Coppa America Centenario - Quarti di finale                             | -                                                                           | Cap: J.Rodriguez                                                        |
| 22-6-2016                                                               | Chicago                                                                 | Colombia                                                                | 0 – 2                                                                   | Cile                                                                    | Coppa America Centenario - Semifinale                                   | -                                                                           | Cap: J.Rodriguez                                                        |
| 25-6-2016                                                               | Glendale                                                                | Stati Uniti                                                             | 0 – 1                                                                   | Colombia                                                                | Coppa America Centenario - Finale 3º posto                              | Carlos Bacca                                                                | Cap: J.Rodriguez                                                        |
| 1-9-2016                                                                | Barranquilla                                                            | Colombia                                                                | 2 – 0                                                                   | Venezuela                                                               | Qual. Mondiali 2018                                                     | James Rodriguez Macnelly Torres                                             | Cap: J.Rodriguez                                                        |
| 6-9-2016                                                                | Manaus                                                                  | Brasile                                                                 | 2 – 1                                                                   | Colombia                                                                | Qual. Mondiali 2018                                                     | autorete                                                                    | Cap: J.Rodriguez                                                        |
| 6-10-2016                                                               | Asunción                                                                | Paraguay                                                                | 0 – 1                                                                   | Colombia                                                                | Qual. Mondiali 2018                                                     | Edwin Cardona                                                               | Cap: D.Ospina                                                           |
| 11-10-2016                                                              | Barranquilla                                                            | Colombia                                                                | 2 – 2                                                                   | Uruguay                                                                 | Qual. Mondiali 2018                                                     | Abel Aguilar Yerry Mina                                                     | Cap: D.Ospina                                                           |
| 10-11-2016                                                              | Barranquilla                                                            | Colombia                                                                | 0 – 0                                                                   | Cile                                                                    | Qual. Mondiali 2018                                                     | -                                                                           | Cap: J.Rodriguez                                                        |
| 15-11-2016                                                              | San Juan                                                                | Argentina                                                               | 3 – 0                                                                   | Colombia                                                                | Qual. Mondiali 2018                                                     | -                                                                           | Cap: J.Rodriguez                                                        |
| 25-1-2017                                                               | Rio de Janeiro                                                          | Brasile                                                                 | 1 – 0                                                                   | Colombia                                                                | Amichevole                                                              | -                                                                           | Cap: A.Aguilar                                                          |
| 23-3-2017                                                               | Barranquilla                                                            | Colombia                                                                | 1 – 0                                                                   | Bolivia                                                                 | Qual. Mondiali 2018                                                     | James Rodriguez                                                             | Cap: J.Rodriguez                                                        |
| 28-3-2017                                                               | Quito                                                                   | Ecuador                                                                 | 0 – 2                                                                   | Colombia                                                                | Qual. Mondiali 2018                                                     | James Rodriguez Juan Cuadrado                                               | Cap: J.Rodriguez                                                        |
| 7-6-2017                                                                | Murcia                                                                  | Spagna                                                                  | 2 – 2                                                                   | Colombia                                                                | Amichevole                                                              | Edwin Cardona Radamel Falcao                                                | Cap: J.Rodriguez                                                        |
| 13-6-2017                                                               | Getafe                                                                  | Camerun                                                                 | 0 – 4                                                                   | Colombia                                                                | Amichevole                                                              | James Rodriguez 2 Yerry Mina José Izquierdo                                 | Cap: J.Rodriguez                                                        |
| 31-8-2017                                                               | San Cristóbal                                                           | Venezuela                                                               | 0 – 0                                                                   | Colombia                                                                | Qual. Mondiali 2018                                                     | -                                                                           | Cap: R.Falcao                                                           |
| 5-9-2017                                                                | Barranquilla                                                            | Colombia                                                                | 1 – 1                                                                   | Brasile                                                                 | Qual. Mondiali 2018                                                     | Radamel Falcao                                                              | Cap: R.Falcao                                                           |
| 5-10-2017                                                               | Barranquilla                                                            | Colombia                                                                | 1 – 2                                                                   | Paraguay                                                                | Qual. Mondiali 2018                                                     | Radamel Falcao                                                              | Cap: R.Falcao                                                           |
| 10-10-2017                                                              | Lima                                                                    | Perù                                                                    | 1 – 1                                                                   | Colombia                                                                | Qual. Mondiali 2018                                                     | James Rodriguez                                                             | Cap: R.Falcao                                                           |
| 10-11-2017                                                              | Suwon                                                                   | Corea del Sud                                                           | 2 – 1                                                                   | Colombia                                                                | Amichevole                                                              | Cristian Zapata                                                             | Cap: J.Rodriguez                                                        |
| 14-11-2017                                                              | Chongqing                                                               | Cina                                                                    | 0 – 4                                                                   | Colombia                                                                | Amichevole                                                              | Felipe Pardo Carlos Bacca 2 Miguel Borja                                    | Cap: Y.Mina                                                             |
| 23-3-2018                                                               | Saint-Denis                                                             | Francia                                                                 | 2 – 3                                                                   | Colombia                                                                | Amichevole                                                              | Luis Muriel Radamel Falcao Juan Fernando Quintero (rig.)                    | Cap: R.Falcao                                                           |
| 27-3-2018                                                               | Londra                                                                  | Colombia                                                                | 0 – 0                                                                   | Australia                                                               | Amichevole                                                              | -                                                                           | Cap: R.Falcao                                                           |
| 1-7-2018                                                                | Bergamo                                                                 | Colombia                                                                | 0 – 0                                                                   | Egitto                                                                  | Amichevole                                                              | -                                                                           | Cap: R.Falcao                                                           |
| 19-6-2018                                                               | Saransk                                                                 | Colombia                                                                | 1 – 2                                                                   | Giappone                                                                | Mondiali 2018 - 1º turno                                                | Juan Fernando Quintero                                                      | Cap: R.Falcao                                                           |
| 24-6-2018                                                               | Kazan'                                                                  | Polonia                                                                 | 0 – 3                                                                   | Colombia                                                                | Mondiali 2018 - 1º turno                                                | Yerry Mina Radamel Falcao Juan Cuadrado                                     | Cap: R.Falcao                                                           |
| 28-6-2018                                                               | Samara                                                                  | Senegal                                                                 | 0 – 1                                                                   | Colombia                                                                | Mondiali 2018 - 1º turno                                                | Yerry Mina                                                                  | Cap: R.Falcao                                                           |
| 3-7-2018                                                                | Mosca                                                                   | Colombia                                                                | 1 – 1 dts (3 – 4 dtr)                                                   | Inghilterra                                                             | Mondiali 2018 - Ottavi di finale                                        | Yerry Mina                                                                  | Cap: R.Falcao                                                           |
| Totale                                                                  |                                                                         | Presenze                                                                | 78                                                                      |                                                                         | Reti                                                                    | 135                                                                         |                                                                         |

#### Nazionale venezuelana
| Squadra   | Naz                  | dal              | al           | Record | Record | Record | Record | Record | Record | Record | Record     |
| Squadra   | Naz                  | dal              | al           | G      | V      | N      | P      | GF     | GS     | DR     | % Vittorie |
| --------- | -------------------- | ---------------- | ------------ | ------ | ------ | ------ | ------ | ------ | ------ | ------ | ---------- |
| Venezuela | Venezuela (bandiera) | 30 novembre 2021 | 8 marzo 2023 | 10     | 5      | 1      | 4      | 15     | 13     | +2     | 50,00      |

#### Panchine da commissario tecnico della nazionale venezuelana
| Cronologia completa delle presenze e delle reti in nazionale ― Venezuela | Cronologia completa delle presenze e delle reti in nazionale ― Venezuela | Cronologia completa delle presenze e delle reti in nazionale ― Venezuela | Cronologia completa delle presenze e delle reti in nazionale ― Venezuela | Cronologia completa delle presenze e delle reti in nazionale ― Venezuela | Cronologia completa delle presenze e delle reti in nazionale ― Venezuela | Cronologia completa delle presenze e delle reti in nazionale ― Venezuela | Cronologia completa delle presenze e delle reti in nazionale ― Venezuela |
| Data                                                                     | Città                                                                    | In casa                                                                  | Risultato                                                                | Ospiti                                                                   | Competizione                                                             | Reti                                                                     | Note                                                                     |
| ------------------------------------------------------------------------ | ------------------------------------------------------------------------ | ------------------------------------------------------------------------ | ------------------------------------------------------------------------ | ------------------------------------------------------------------------ | ------------------------------------------------------------------------ | ------------------------------------------------------------------------ | ------------------------------------------------------------------------ |
| 28-1-2022                                                                | Barinas                                                                  | Venezuela                                                                | 4 – 1                                                                    | Bolivia                                                                  | Qual. Mondiali 2022                                                      | 3 Salomón Rondón Darwin Machis                                           | Cap: T.Rincon                                                            |
| 2-2-2022                                                                 | Montevideo                                                               | Uruguay                                                                  | 4 – 1                                                                    | Venezuela                                                                | Qual. Mondiali 2022                                                      | Josef Martinez                                                           | Cap: T.Rincon                                                            |
| 26-3-2022                                                                | Buenos Aires                                                             | Argentina                                                                | 3 – 0                                                                    | Venezuela                                                                | Qual. Mondiali 2022                                                      | -                                                                        | Cap: S.Rondón                                                            |
| 30-3-2022                                                                | Puerto Ordaz                                                             | Venezuela                                                                | 0 – 1                                                                    | Colombia                                                                 | Qual. Mondiali 2022                                                      | -                                                                        | Cap: T.Rincon                                                            |
| 1-6-2022                                                                 | Attard                                                                   | Malta                                                                    | 0 – 1                                                                    | Venezuela                                                                | Amichevole                                                               | Salomón Rondón                                                           | Cap: S.Rondón                                                            |
| 9-6-2022                                                                 | Murcia                                                                   | Arabia Saudita                                                           | 0 – 1                                                                    | Venezuela                                                                | Amichevole                                                               | Nahuel Ferraresi                                                         | Cap: T.Rincon                                                            |
| 22-9-2022                                                                | Maria Enzersdorf                                                         | Venezuela                                                                | 0 – 1                                                                    | Islanda                                                                  | Amichevole                                                               | -                                                                        | Cap: S.Rondón                                                            |
| 27-9-2022                                                                | Wiener Neustadt                                                          | Emirati Arabi Uniti                                                      | 0 – 4                                                                    | Venezuela                                                                | Amichevole                                                               | Jefferson Savarino Salomón Rondón Jhon Chancellor Josef Martínez         | Cap: T.Rincon                                                            |
| 15-11-2022                                                               | Al Hamriyah                                                              | Venezuela                                                                | 2 – 2                                                                    | Panama                                                                   | Amichevole                                                               | Salomón Rondón (rig.) Ernesto Torregrossa                                | Cap: T.Rincon                                                            |
| 20-11-2022                                                               | Riad                                                                     | Venezuela                                                                | 2 – 1                                                                    | Siria                                                                    | Amichevole                                                               | Ernesto Torregrossa Salomón Rondón                                       | Cap: T.Rincon                                                            |
| Totale                                                                   |                                                                          | Presenze                                                                 | 10                                                                       |                                                                          | Reti                                                                     | 15                                                                       |                                                                          |

## Palmarès

### Giocatore
- Campionato colombiano: 1

Atlético Nacional: 1976

### Allenatore

#### Club
- Campionato messicano: 1

Toluca: Apertura 2008

#### Nazionale
- Campionato mondiale Under-20: 3

Argentina: 1995, 1997, 2001
- Campionato sudamericano Under-20: 2

Argentina: 1997, 1999

#### Individuale
- Allenatore sudamericano dell'anno: 3

2012, 2013, 2014